# بس-گولن
بَس-گولِن (به فرانسوی: Basse-Goulaine) یک منطقهٔ مسکونی در فرانسه است که در لوآر-آتلانتیک واقع شده‌است. بَس-گولِن ۱۳٫۷۴ کیلومتر مربع مساحت دارد.